# Sihanaka (volk)
De Sihanaka ('Mensen van de moerassen') zijn een etnische groep in Madagaskar.

## Etniciteit en verspreiding

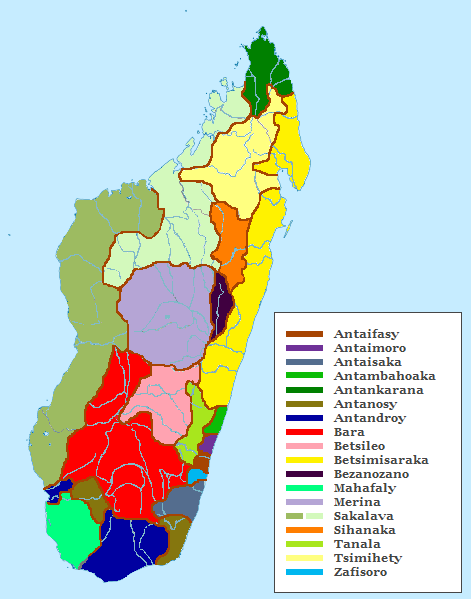
Verspreiding van de etnische groepen van Madagaskar

Volgens de overleveringen van de Sihanaka vormen zij een subgroep van de Merina. De meeste Sihanaka leven in de centrale hooglanden van Madagaskar, rond het Alaotrameer ten noorden van de leefomgeving van de Merina. De meeste Sihanaka zullen echter geen huwelijken met een Merina aangaan.

## Geschiedenis
De leefomgeving van de Sihanaka heet oorspronkelijk Ankay en werd geregeerd door stamhoofden. De Sihanaka hebben nooit een koninkrijk gekend. Tijdens de periode van het Koninkrijk Imerina betaalden zij zelfs belasting aan de Merina. Dankzij de gunstige ligging tussen het Merina-koninkrijk en de oostkust van Madagaskar konden de Sihanaka net als de Bezanozano veel geld verdienen aan de (slaven)handel tussen de Merina en de piraten en handelaars die aan Madagaskar aanmeerden.
In 1667 maakte de Fransman Francois Martin een ontdekkingstocht in de binnenlanden van Madagaskar. In het gebied van de Sihanaka ontdekte hij zwaar bewaakte vestigingen en zelfs een brug, de eerste van heel Madagaskar. De Sihanaka hadden in 1768 zoveel slaven in bezit dat ze de hulp inriepen van Europeanen om eventuele slavenopstanden neer te kunnen slaan.

## Maatschappij

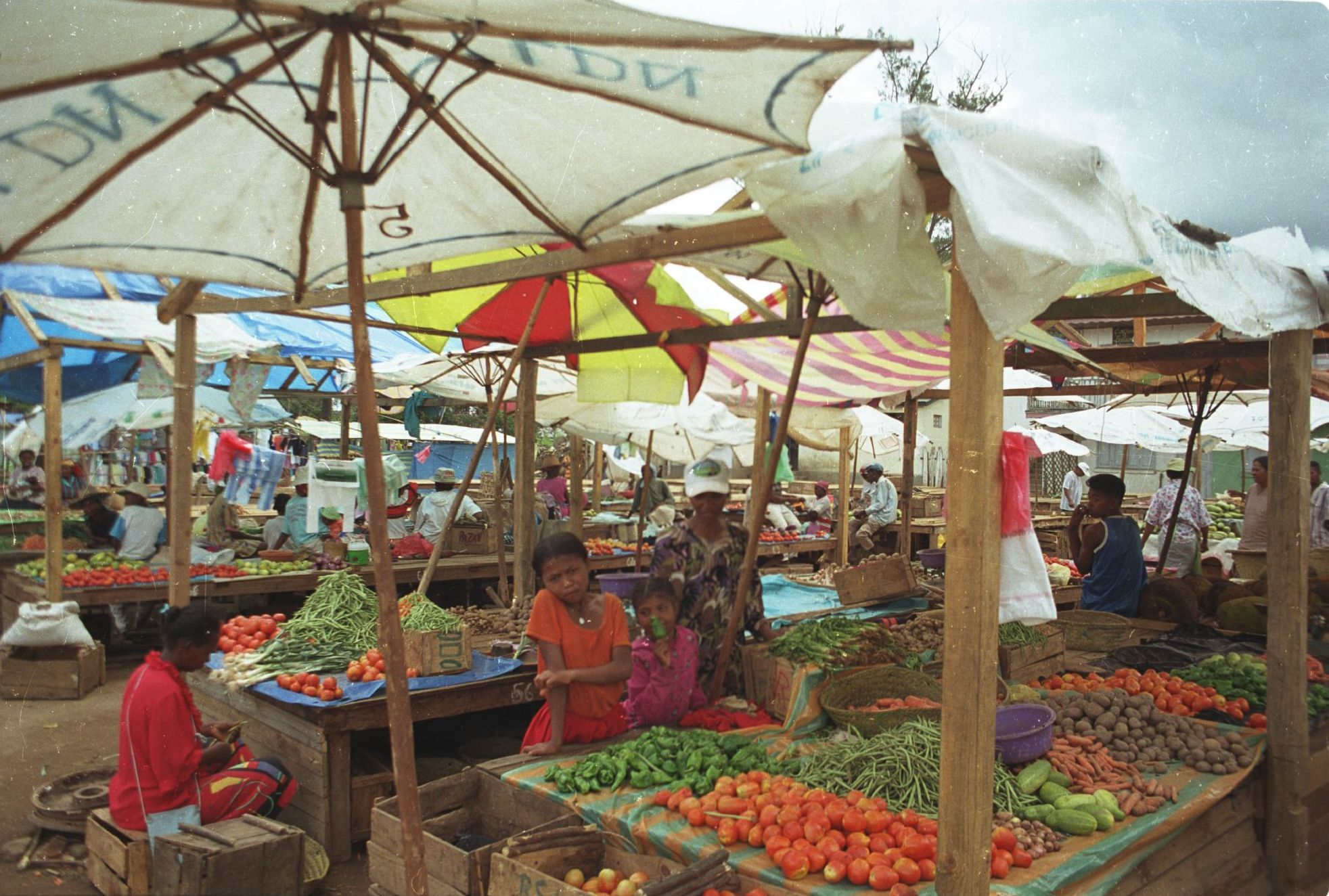
Marktplaats in Moramanga

De Sihanaka hebben de moerassen in hun leefomgeving gedraineerd om er rijstvelden aan te kunnen leggen. De meeste Sihanaka leven van de rijstteelt, veehouderij en visserij.

## Cultuur en religie
Van oorsprong zijn de Sihanaka animisten. Veel Sihanaka zijn tot het christendom bekeerd toen de Merina missionarissen naar Madagaskar uitnodigden om er het onderwijs te verbeteren. Door de handelsbetrekkingen met Arabieren zijn de Sihanaka in aanraking gekomen met de islam en sommigen van hen hebben zich tot deze godsdienst bekeerd.

### Fady
Kenmerkend voor de etnische groepen in Madagaskar zijn de fady, verboden op bepaalde handelingen, gebaseerd op bijgeloof en volksverhalen. Net als elke etnische groep hebben de Sihanaka ook hun eigen fady. Zo heeft bijvoorbeeld elke dag zijn eigen specifieke fady.
Volgens de Sihanaka zijn de eieren van de witrugeend, die de Malagassiërs tafiotra noemen, de oorzaak van moeilijkheden bij de bevalling. Deze fady heeft zijn oorsprong bij het feit dat deze eieren zo groot zijn dat de witrugeend enorme moeite schijnt te hebben tijdens het leggen ervan.